# Cyphocarcinus capreolus
Cyphocarcinus capreolus is een krabbensoort uit de familie van de Majidae. De wetenschappelijke naam van de soort is voor het eerst geldig gepubliceerd in 1875 door Paul’son.